# Parafia św. Mikołaja w Solcu-Zdroju
Parafia Świętego Mikołaja – parafia rzymskokatolicka w Solcu-Zdroju (diecezja kielecka, dekanat nowokorczyński). Erygowana w 1937. Mieści się przy ulicy Kościelnej. Duszpasterstwo w niej prowadzą księża diecezjalni.